# Лисогірський форт
Лисогірський форт— фортифікаційна пам'ятка містобудування національного значення, збудована у 1871—1877, яка розташовується території надзвичайно цінного регіонального ландшафтного парку "Лиса гора" у Голосіївському районі Києва. Частина Київської фортеці. Землекористувачем форту та парку є національний історико-архітектурний музей "Київська фортеця".

## Історія

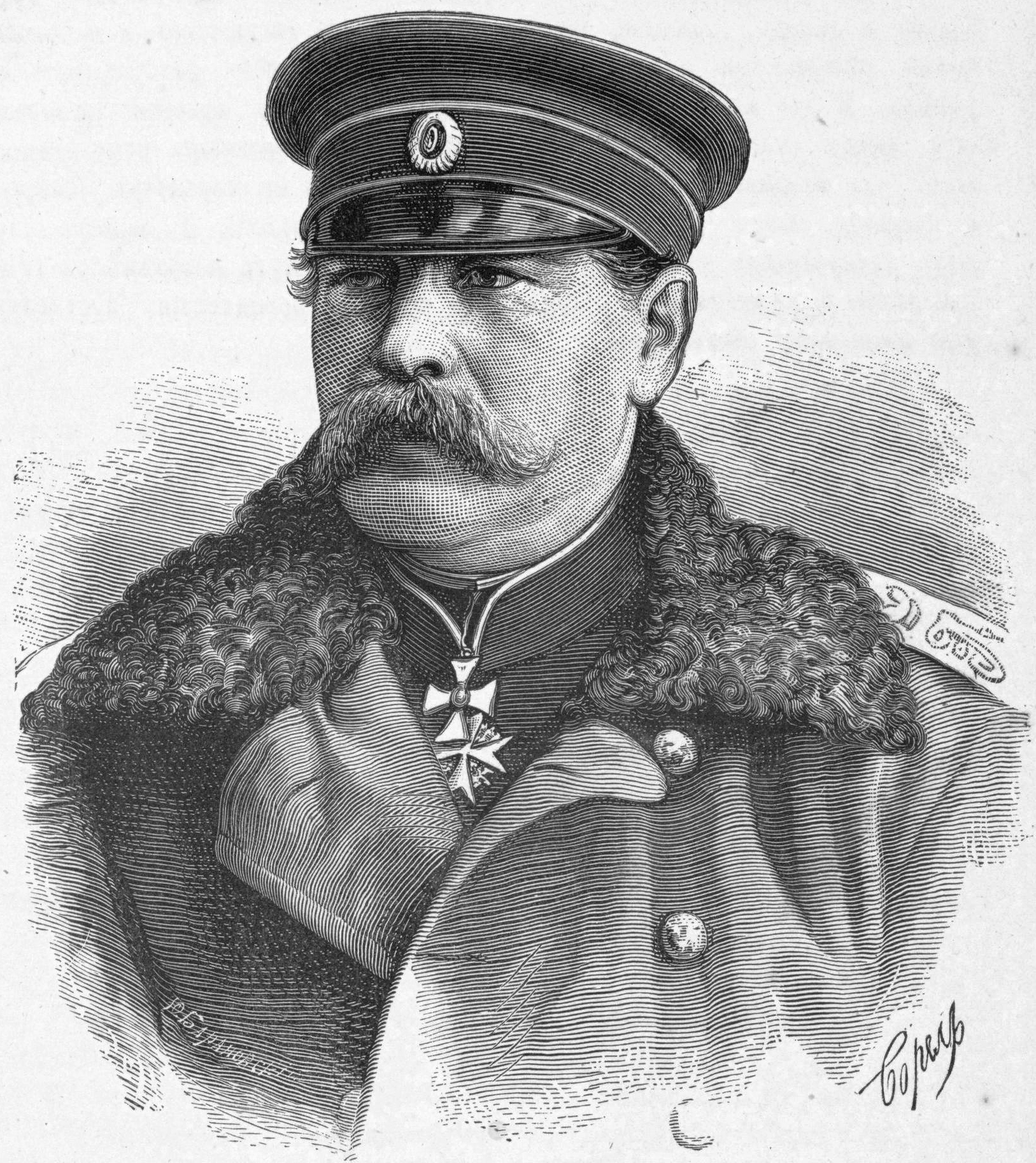
Едуард Тотлебен

Починаючи з початку 1860-х років розроблявся проєкт модернізації Київської фортеці. Генерал Едуард Тотлебен планував розширити фортецю, зокрема побудувати у місті 24 (за іншими даними 27) фортів. Упродовж 1869-71 років було оглянуто місця будівництва майбутніх фортів.
27 квітня 1871 року до міста надійшло повеління Олександра II щодо спорудження Лисогірського форту. Роботи почалися вже 1871 року — було облаштовано трасування форту, вирубано дерева, збудовано тимчасові допоміжні споруди. Наступного, 1872 року, на гору було прокладено дві дороги та виконано роботи на території бастіону № 2. Станом на 1874 рік більшість земляних робіт було виконано, а також влаштовано цегляні потерни у валах.
Остаточно було завершено будівництво Лисогірського форту 1877 року.
Форт складався з головного валу, 2 бастіонів, напівбастіону, мав рів. У валах влаштовано 8 цегляних потерн завдовжки до 40 м кожна. На території форту були порохові льохи.
Попри відсутність стратегічного значення фортеці і форту наприкінці XIX ст., там продовжувало перебувати озброєння. Лисогірський форт також використовувався як склад піроксиліну.
У останні роки XIX століття (1897-99 роки) Київська фортеця перетворилася на фортецю-склад. Єдиним дієвим укріпленням залишався Лисогірський форт. Як і раніше, у форті зберігався піроксилін.
Із 1907 року форт використовувався як місце страти злочинців, зокрема у вересні 1911 року тут було страчено вбивцю Петра Столипіна Дмитра Богрова.
Із початком Першої світової війни Лисогірський форт входить до числа наявних оборонних споруд — було поновлено озброєння, зосереджено запаси медикаментів.
Як військовий об'єкт, форт використовувався й у радянські часи. 1941 року він брав участь в обороні міста і виконав роль як потужний оборонний об'єкт на підступах до міста. 18 вересня 1941 року на самій горі точилися бої. Таким чином, Лисогірський форт у вересні 1941 р. був використаний як позиція, що прикривала відхід головних сил 37-ї армії на лівий берег Дніпра.
У повоєнні роки Лисогірський форт продовжував використовуватися як військовий об'єкт. Тут розташували артилерійські склади Київського військового округу. Лиса гора була огороджена колючим дротом, на ній було встановлено вартові вежі.
Боєприпаси зберігалися у потернах.
Склади на Лисій горі було ліквідовано у 1970-х роках, а охорону остаточно знято 1976 року. Більшість споруд відтоді було розібрано на цеглу.
|
|
1982 року на Лисій горі було розпочато облаштування парку. На жаль, роботи завершено не було.

|
|

## Сучасний стан форту
На сьогоднішній день Лисогірський форт зберігся приблизно на 80%. Наразі територія форту представляє собою цінну природну територію, вкриту  деревостанами та степовими луками.  За час, який пройшов від його побудови, тутешня рослинність майже повністю відновилася. Крім того на території форту збереглися групи надзвичайно старих дубів віком 150-300 років, які, напевне, пережили будівельні роботи.
Наразі у складі укріплень збереглися майже всі земляні споруди. Набагато гірша ступінь збереженості цегляних. В наш час система валів та ровів форту переважно все ще має правильні кути нахилу, надані їм ще в позаминулому столітті. Ерозійних явищ за умови не втручання людини майже не спостерігається.
Наразі, все ще добре збереглися основні складові форту: напівбастіон №1 та бастіон №2, відокремлені ровом в центральній частині форту від бастіону №3. Сполучення між ними забезпечувалося невеликим пересипом для основної внутрішньої дороги форту, яка існує і зараз. Напівбастіон №1 та бастіон №2 утворюють два бастіонні фронти (до одного фронту входить половина абрису бастіону та куртина між бастіонами). Бастіон №3 утворює полігональний фронт). З півночі розташовуються достатньо самостійні укріплення: відступна батарея та редюїт.
Крізь головний вал форту зроблені спеціальні проходи – потерни. Вісім штук – нумерація з півдня на північ. Усі потерни форту спускаються з внутрішньої частини форту до головного рову. Наразі, жоден з капонірів Лисогірського форту, яких імовірно планувалося 4, не зберігся. Можливо капоніри взагалі не були збудовані, принаймні на німецькому аерофотознімку форту 1943 р. їх не видно. Потерни склепінчасті шириною 2,75 м, висотою – 2,5 м, складені з жовтої київської цегли на цементному розчині у стилі класицизм. Цікавими свідченнями минулого є написи на стінах потерн, виконані солдатами, що стояли тут на варті у різні часи — з 1880-х по 1970-і роки.  
У складі потерн використовувались цеглини з клеймами «Э и Л» (Андрія Ерліха). На форті також часто трапляються цеглини з клеймом «А. С. Луневѣ» промисловця Олександра Луньова. Проте цегли з таким маркуванням у складі потерн ми не виявлені. Натомість вони точно використовувались у кладці наземних споруд форту, зокрема споруд ХІХ ст.: споруди, що передувала пожежній станції, а також будівлі, яка була зведена у Північному Лисогірському яру. На форті також зустрічаються цеглини з клеймом Якова Бернера, але у потернах вони також не виявлені, а знайдені у фундаменті однієї з наземних споруд навпроти внутрішнього виходу з потерни №3, а також на руїнах споруд у Північному Лисогірському яру. На форті знайдено також цеглини марковані як "Г.С.Ясько" купця Григорія Ясько (та "Х.Волковъ" купця Хаіма Шмуля (Тевелевича) Волкова.
Стан потерн наразі також далекий від задовільного, їх стрімко розбирають на цеглу. Вони також потребують негайної реставрації: укріплення швів та закриття дверима.
Питання збору та відводу дощових вод, що в протилежному випадку загрожували розмиванням валів, було вирішено шляхом зведення дренажних потерн-сортій. Вони влаштовувалися з цегли. Таких сортій відомо п’ять. На території форту зберіглося також дуже багато підземних резервуарів для води. Наразі зберіглося кілька цегляних будівель пізнішого часу на в’їзді на північному схилі гори, у тій час як споруда пожежної станції навпроти відступної батареї повністю розібрана.

## Туристичний потенціал
Є зажаданим об'єктом пригодницького та індустріального туризму у киян та гостей столиці України.

## Відеоматеріали
Відеоматеріал YouTube про Лису гору